# Juan Gil Preciado
Juan Gil Preciado (* 26. Juni 1909 in Juchitlán, Jalisco; † 19. Januar 1999) war ein mexikanischer Politiker der Partei der Institutionalisierten Revolution PRI (Partido Revolucionario Institucional), der unter anderem von 1959 bis 1964 Gouverneur des Bundesstaates Jalisco sowie zwischen 1964 und 1970 Minister für Ernährung und Landwirtschaft (Secretario de Agricultura y Fomento) war.

## Leben

### Berufliche Laufbahn, Abgeordneter und Ministerialbeamter
Gil Preciado war der Sohn von Anselmo Gil Lomeli, der 1927 Bürgermeister von Juchitlán war, und dessen Ehefrau María de la Luz Preciado García. Er absolvierte seine schulische Ausbildung in seiner Geburtsstadt Juchitlán sowie in Guadalajara. Er musste die Schulausbildung jedoch abbrechen, um zu arbeiten, ehe er später seine Schulausbildung an der internationalen Schule in Guadalajara fortsetzen konnte. Danach war er zwischen 1927 und 1928 Rektor der Sekundarschule in Ocotlán sowie Professor für Mathematik an der Universidad de Guadalajara (UdeG). 1929 trat er als Major in das 32. Regiment des Heeres des Streitkräfte ein und war in diesem bis 1932 als Ausbilder tätig.
1931 arbeitete Gil Preciado zudem als Privatsekretär von Ruperto García de Alba, des damaligen Gouverneurs des Bundesstaates Baja California Sur, und war danach zwischen 1931 und 1932 während dessen Amtszeit Generalsekretär und Leitender Beamter der Regierung dieses Staates. 1935 war er Studentenführer auf dem 2. Kongress sozialistischer Studenten sowie Gründer des Revolutionären Jugendblocks von Jalisco in einer Allianz mit den Sozialistischen Studenten West-Mexikos. Daneben engagierte er sich als Sekretär für auswärtige Angelegenheiten im Vorstand der Konföderation der mexikanischen Jugend (Jóvenes Mexicanos), deren Präsident Carlos Alberto Madrazo Becerra und deren Sekretär Enrique Ramírez y Ramírez war. 1935 war er zudem Gründer und erster Rektor der Arbeiter- und Bauernschule sowie 1936 Direktor für die Erweiterung der Universidad de Guadalajara und auch Generalsekretär der Polytechnischen Schule der UdeG. 1938 war er Vorsitzender des Ausschusses der Nationale Revolutionspartei PNR (Partido Nacional Revolucionario). 
1940 kandidierte Gil Preciado für die PNR erfolgreich für einen Sitz im Abgeordnetenhaus (Cámara de Diputados) des Kongresses der Union (Congreso de la Union) und vertrat in diesem bis 1943 den 13. Wahlbezirk des Bundesstaates Jalisco. Während seiner Parlamentszugehörigkeit war er Mitglied des Tourismusausschusses und wurde zudem im September 1940 Sekretär des Abgeordnetenhauses. 1943 war er kurzzeitig Leiter der Planungsabteilung des Landwirtschaftsministeriums. Danach wurde er 1943 Erster Organisationssekretär sowie 1944 Mitglied des Rates der Nationalen Konföderation der Volksorganisationen CNOP (Confederación Nacional de Organizaciones Populares), die zu der aus der PNR hervorgegangenen Partido de la Revolución Mexicana (PRM) gehörte. 1944 übernahm er den Posten als Generaldelegierter der PRM im Bundesstaat Tamaulipas. Im Anschluss war er zwischen 1946 und 1952 Leiter der Informationsabteilung der Mexikanisch-US-amerikanischen Kommission für die Kontrolle der Maul- und Klauenseuche sowie zugleich von 1948 bis 1952 Privatsekretär des Unterstaatssekretärs im Ministerium für Landwirtschaft und Ernährung Oscar Flores Sánchez.

### Gouverneur und Minister
Er war 1952 Präsident der Partei der Institutionalisierten Revolution PRI (Partido Revolucionario Institucional) im Bundesstaat Jalisco, zwischen 1953 und 1957 Mitglied der Legislativversammlung von Jalisco und von 1953 bis 1956 auch Vorsitzender des Ausschusses der PRI in diesem Bundesstaat. Zugleich war er als Nachfolger von Jorge Matute Remus von 1955 bis zu seiner Ablösung durch Fernando Zamora Cruz 1958 Bürgermeister von Guadalajara. Am 1. März 1959 löste er Agustín Yáñez als Gouverneur des Bundesstaates Jalisco und verblieb in dieser Funktion bis zum 1. Dezember 1964 aus, woraufhin José de Jesús Muñoz Limón die Nachfolge antrat. Während seiner Amtszeit begannen die Pläne zur Einrichtung des Bosque de la Primavera.
Nach der Wahl von Gustavo Díaz Ordaz zum Präsidenten wurde Gil Preciado von diesem am 1. Dezember 1964 zum Minister für Ernährung und Landwirtschaft (Secretario de Agricultura y Fomento) ernannt und damit zum Nachfolger von Julián Rodríguez Adame. Das Amt des Finanzministers bekleidete er bis zu seiner Ablösung durch Manuel Bernardo Aguirre 1970 kurz vor dem Ende der Amtszeit von Präsident Díaz Ordaz. 1970 gehörte er zu den möglichen Kandidaten der Partei der Institutionalisierten Revolution PRI (Partido Revolucionario Institucional) für die Präsidentschaftswahl, für die sich aber letztlich Luis Echeverría Álvarez als PRI-Kandidat durchsetzen konnte. 1978 war er Generaldelegierter des Nationalen Exekutivkomitees der PRI.
Ihm zu Ehren wurde der Ort Juan Gil Preciado im Municipio Villa Corona benannt. Aus seiner Ehe mit Aída Elizondo ging der Sohn Juan Ricardo Gil Elizondo, der zwischen 1994 und 1997 Unterstaatssekretär für Stadtentwicklung und Wohnungsbau im damaligen Ministerium für den Bundesdistrikt Mexiko-Stadt (Departamento del Distrito Federal) war.

## Veröffentlichung
- Cuarto informe de gobierno que rinde ante la H. XLIV legislatura el ciudadano gobernador constitucional del estado de Jalisco Juan Gil Preciado, 1º. de febrero de 1963, 1963